# 113 (gruppo musicale)
113 sono un gruppo musicale hip hop francese creato nel 1994 originario di Vitry-sur-Seine, nell'Île-de-France.

## Formazione
- Rim'K - Abdelkrim Brahmi-Benalla, nato nel 1978
- Mokobé - Mokobé Traoré, nato nel 1976
- AP - Yohann Duport

## Discografia
- 1998: Ni Barreaux, Ni Barrières, Ni Frontières (EP)
- 1999: Les Princes De La Ville
- 2002: 113 Fout La Merde
- 2003: 113 Dans L'urgence
- 2003: La Cerise Sur Le Ghetto (Mafia K'1 fry)
- 2004: L'Enfant du pays (Rim'K)
- 2005: Zone Caraïbes (compilation coprodotta e corealizzata per A.P.)
- 2005: 113 Degrés
- 2006: Illégal Radio (mixtape realizzato per l'etichetta del gruppo, Frenesik)
- 2007: Jusqu'à la mort (Mafia K'1 fry)
- 2007: Mon Afrique (Mokobé)
- 2007: Jusqu'à la mort réédition (Mafia K'1 fry)

## Curiosità
In un'intervista pubblicata da un giornale francese, il calciatore francese Jérémy Ménez ha dichiarato che i 113 sono il suo gruppo preferito.

## Collegamenti ufficiali
- Sito ufficiale, su 113online.com.